# Willem Geubbels
Willem Geubbels (ur. 16 sierpnia 2001 w Villeurbanne) – francuski piłkarz pochodzenia holenderskiego i środkowoafrykańskiego występujący na pozycji napastnika we francuskim klubie FC Nantes, do którego jest wypożyczony z AS Monaco.

## Kariera klubowa

### Olympique Lyon
W 2010 dołączył do akademii Olympique Lyon. 1 lipca 2018 został przesunięty do pierwszego zespołu. Zadebiutował 23 września 2017 w meczu Ligue 1 przeciwko Dijon FCO (3:3), stając się pierwszym piłkarzem urodzonym w XXI wieku, który wystąpił w Ligue 1. 7 grudnia 2017 zadebiutował w fazie grupowej Ligi Europy w meczu przeciwko Atalanta BC (1:0), stając się pierwszym piłkarzem urodzonym w XXI wieku, który wystąpił w Lidze Europy oraz najmłodszym piłkarzem w historii Ligi Europy, debiutując w wieku 16 lat i 113 dni.

### AS Monaco
19 czerwca 2018 podpisał kontrakt z klubem AS Monaco. Zadebiutował 18 sierpnia 2018 w meczu Ligue 1 przeciwko Lille OSC (0:0). Pierwszą bramkę zdobył 13 września 2020 w meczu ligowym przeciwko FC Nantes (2:1).

### FC Nantes
31 sierpnia 2021 został wysłany na wypożyczenie do drużyny FC Nantes.

## Kariera reprezentacyjna

### Francja U-17
W 2017 roku otrzymał powołanie do reprezentacji Francji U-17. Zadebiutował 1 lutego 2017 w meczu towarzyskim przeciwko reprezentacji Belgii U-17 (5:1). Pierwszą bramkę zdobył 3 lutego 2017 w meczu towarzyskim przeciwko reprezentacji Belgii U-17 (4:0). 30 kwietnia 2017 otrzymał powołanie Mistrzostwa Europy U-17 2017. Na Euro U-17 2017 zadebiutował 3 maja 2017 w meczu fazy grupowej przeciwko reprezentacji Węgier U-17 (3:2). 21 września 2017 otrzymał powołanie na Mistrzostwa Świata U-17 2017. Na Mundialu U-17 2017 zadebiutował 8 października 2017 w meczu fazy grupowej przeciwko reprezentacji Nowej Kaledonii U-17 (1:7).

## Statystyki

### Klubowe
(aktualne na dzień 1 września 2021)
| Klub               | Sezon              | Liga                   | Liga  | Liga   | Puchar kraju | Puchar kraju | Puchar ligi | Puchar ligi | Europa | Europa | Suma  | Suma   |
| Klub               | Sezon              | Liga                   | Mecze | Bramki | Mecze        | Bramki       | Mecze       | Bramki      | Mecze  | Bramki | Mecze | Bramki |
| ------------------ | ------------------ | ---------------------- | ----- | ------ | ------------ | ------------ | ----------- | ----------- | ------ | ------ | ----- | ------ |
| Olympique Lyon II  | 2017/18            | Championnat National 2 | 12    | 6      | 0            | 0            | –           | –           | –      | –      | 12    | 6      |
| Olympique Lyon II  | Ogólnie            | Ogólnie                | 12    | 6      | 0            | 0            | 0           | 0           | 0      | 0      | 12    | 6      |
| Olympique Lyon     | 2017/18            | Ligue 1                | 2     | 0      | 0            | 0            | 1           | 0           | 1      | 0      | 4     | 0      |
| Olympique Lyon     | Ogólnie            | Ogólnie                | 2     | 0      | 0            | 0            | 1           | 0           | 1      | 0      | 4     | 0      |
| AS Monaco          | 2018/19            | Ligue 1                | 1     | 0      | 0            | 0            | 1           | 0           | 0      | 0      | 2     | 0      |
| AS Monaco          | 2019/20            | Ligue 1                | 0     | 0      | 0            | 0            | 0           | 0           | –      | –      | 0     | 0      |
| AS Monaco          | 2020/21            | Ligue 1                | 14    | 1      | 1            | 0            | –           | –           | –      | –      | 15    | 1      |
| AS Monaco          | Ogólnie            | Ogólnie                | 15    | 1      | 1            | 0            | 1           | 0           | 0      | 0      | 17    | 1      |
| FC Nantes (wyp.)   | 2021/22            | Ligue 1                | 0     | 0      | 0            | 0            | –           | –           | –      | –      | 0     | 0      |
| FC Nantes (wyp.)   | Ogólnie            | Ogólnie                | 0     | 0      | 0            | 0            | 0           | 0           | 0      | 0      | 0     | 0      |
| Ogólnie w karierze | Ogólnie w karierze | Ogólnie w karierze     | 29    | 7      | 1            | 0            | 2           | 0           | 1      | 0      | 33    | 7      |

### Reprezentacyjne
| Reprezentacja | Rok     | Mecze | Bramki |
| ------------- | ------- | ----- | ------ |
| Francja U-17  |         |       |        |
| 2017          | 12      | 4     |        |
| Ogólnie       | Ogólnie | 12    | 4      |

| Mecze i gole w reprezentacji | Mecze i gole w reprezentacji | Mecze i gole w reprezentacji | Mecze i gole w reprezentacji | Mecze i gole w reprezentacji | Mecze i gole w reprezentacji | Mecze i gole w reprezentacji | Mecze i gole w reprezentacji |
| Lp.                          | Data                         | Miejsce                      | Gospodarz                    | Gość                         | Wynik                        | Gol                          | Rozgrywki                    |
| ---------------------------- | ---------------------------- | ---------------------------- | ---------------------------- | ---------------------------- | ---------------------------- | ---------------------------- | ---------------------------- |
| 1.                           | 01.02.2017                   | Saint-Brieuc                 | Francja U-17                 | Belgia U-17                  | 5:1                          |                              | Mecz towarzyski              |
| 2.                           | 03.02.2017                   | Saint-Brieuc                 | Francja U-17                 | Belgia U-17                  | 4:0                          | Gol · Gol                    | Mecz towarzyski              |
| 3.                           | 23.03.2017                   | Rohrbach an der Lafnitz      | Austria U-17                 | Francja U-17                 | 1:1                          |                              | el. ME U-17 2017             |
| 4.                           | 25.03.2017                   | Bad Waltersdorf              | Francja U-17                 | Ukraina U-17                 | 3:1                          | Gol                          | el. ME U-17 2017             |
| 5.                           | 28.03.2017                   | Gleisdorf                    | Francja U-17                 | Szwecja U-17                 | 2:0                          | Gol                          | el. ME U-17 2017             |
| 6.                           | 03.05.2017                   | Velika Gorica                | Węgry U-17                   | Francja U-17                 | 3:2                          |                              | ME U-17 2017                 |
| 7.                           | 09.05.2017                   | Velika Gorica                | Francja U-17                 | Szkocja U-17                 | 2:1                          |                              | ME U-17 2017                 |
| 8.                           | 12.05.2017                   | Varaždin                     | Hiszpania U-17               | Francja U-17                 | 3:1                          |                              | ME U-17 2017                 |
| 9.                           | 08.10.2017                   | Guwahati                     | Nowa Kaledonia U-17          | Francja U-17                 | 1:7                          |                              | MŚ U-17 2017                 |
| 10.                          | 11.10.2017                   | Guwahati                     | Francja U-17                 | Japonia U-17                 | 2:1                          |                              | MŚ U-17 2017                 |
| 11.                          | 14.10.2017                   | Guwahati                     | Francja U-17                 | Honduras U-17                | 5:1                          |                              | MŚ U-17 2017                 |
| 12.                          | 17.10.2017                   | Guwahati                     | Francja U-17                 | Hiszpania U-17               | 1:2                          |                              | MŚ U-17 2017                 |

## Życie prywatne
Geubbels urodził się w Villeurbanne, we Francji. Jego ojciec jest Holendrem, a matka pochodzi z Republiki Środkowoafrykańskiej.